# Damiette
Pour l’article homonyme, voir Gouvernorat de Damiette.
Pour l’article homonyme, voir Damiette (Algérie).
Damiette (en arabe:  مدينة دمياط, medīnat dimyāt) est un port du gouvernorat du même nom, en Égypte, dans le delta du Nil, à environ 200 kilomètres au nord-est du Caire.

## Histoire

### Antiquité

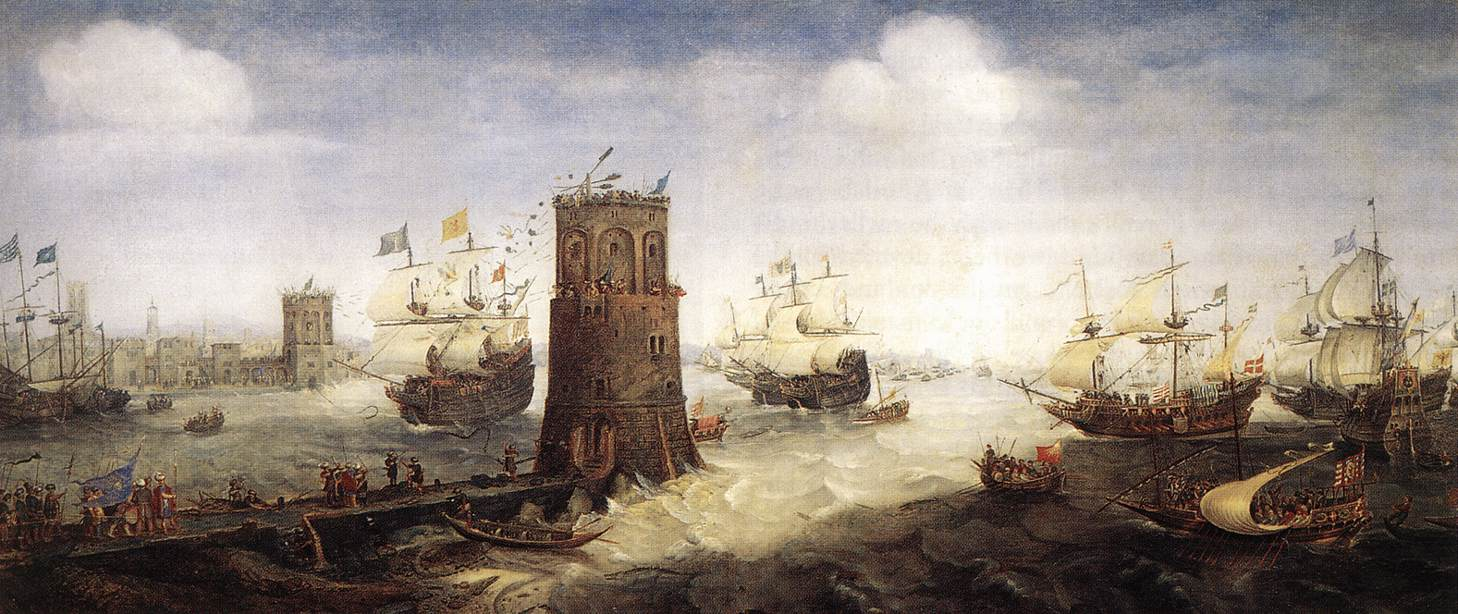
Capture de Damiette par les croisés frisons.

Dans l'Égypte antique, la cité était nommée Tamiat. Elle perdit de l'importance durant la période grecque après la construction d'Alexandrie.

### Moyen-Âge
Damiette reprit de l'importance aux XIIe et XIIIe siècles, dans le cadre des Croisades. En 1169, une flotte du royaume de Jérusalem, soutenue par l'Empire byzantin, attaqua le port, mais fut défaite par Saladin.
Durant les préparations de la Cinquième croisade, en 1217, il fut décidé que Damiette serait la cible de l'attaque. Le contrôle de Damiette impliquait le contrôle du Nil, et les croisés pensaient pouvoir conquérir l'Égypte à partir de là. Après l'Égypte ils pourraient attaquer la Palestine et reprendre Jérusalem. Le port fut assiégé et occupé par des croisés venus de Frise en 1219, mais en 1221 ils furent vaincus devant Le Caire et chassés d'Égypte.
Damiette fut aussi la cible de la Septième croisade, menée par Saint Louis. Sa flotte y arriva en 1249 et s’empara rapidement du fort. Il refusa de le rétrocéder au roi de Jérusalem, à qui il avait été promis durant la cinquième croisade. Toutefois, à la suite de nouvelles défaites militaires, les croisés furent contraints de rendre la ville.
Saint Louis donna aux remparts d'Aigues-Mortes la forme qu'avaient ceux de la ville égyptienne.

### Époque moderne
Du fait de son importance pour les Croisés, le sultan mamelouk Baybars détruisit la ville et la reconstruisit quelques kilomètres plus loin avec de meilleures fortifications. Aujourd'hui, un canal la relie au Nil, ce qui en fait de nouveau un port important. La ville moderne a une population d'environ un million d'habitants.

## Personnalités liées à la commune
- Jean Tristan de France (1250-1270), fils de Saint-Louis, y naît le 8 avril 1250.
- Aisha Abd al-Rahman (1913-1998), femme de lettres égyptienne, y est née.
- Zahi Hawass (1947-), égyptologue égyptien et secrétaire général du Conseil suprême des Antiquités égyptiennes, y est né.
- Hanna Saba (1909-1992), diplomate et juriste égyptien y est né.
- Essam el-Hadari (1973-), footballeur, gardien de but international égyptien depuis 1996, y est né et y a commencé sa carrière.